# Светско првенство у кошарци 2019 — група Н
Група Н на Светском првенству у кошарци за 2019. представља фазу разигравања на Светском првенству у којој ће разигравање играти четири тима, два најгорепласирана тима из групе Ц и два из групе Д. Преносе се резултати против тимова који су се такође квалификовали. Тимови ће играти против тимова из групе са којом се раније нису сусретали, играће се укупно две утакмице по екипи, а све утакмице су игране у Кадилак арени, Пекинг. Након одигравања свих утакмица, првопласирани тим ће бити распоређен од 17. до 20. места, другопласирани тим од 21. до 24. места, трећепласирани тим од 25. до 28. места, а четвртопласирани тим 29. до 32. места.

## Квалификовани тимови
| Група | Трећепласирани | Четвртопласирани |
| ----- | -------------- | ---------------- |
| Ц     | Тунис          | Иран             |
| Д     | Ангола         | Филипини         |

## Пласман (Табела)
| Поз. | Табела групе Н | ИГ | Д | И | П+  | П-  | Разл. | Бод. | Коментари                       |
| ---- | -------------- | -- | - | - | --- | --- | ----- | ---- | ------------------------------- |
| 1.   | Тунис          | 5  | 3 | 2 | 377 | 386 | -9    | 8    | Распоред од 17. до 20. позиције |
| 2.   | Иран           | 5  | 2 | 3 | 379 | 372 | +7    | 7    | Распоред од 21. до 24. позиције |
| 3.   | Ангола         | 5  | 1 | 4 | 350 | 435 | -85   | 6    | Распоред од 25. до 28. позиције |
| 4.   | Филипини       | 5  | 0 | 5 | 352 | 499 | -147  | 4    | Распоред од 29. до 32. позиције |

## Утакмице

### Ангола vs. Иран
| 6. септембар 2019. 16:00 | Boxscore | Ангола                                                           | 62 : 71 | Иран                             | Кадилак арена, Пекинг Судије: Јенер Јилмаз, Скот Бекер (AUS), Николас Фернандез |  |
| 6. септембар 2019. 16:00 | Boxscore | Четвртине: 17:19, 12:9, 16:20, 17:23                             |         |                                  | Кадилак арена, Пекинг Судије: Јенер Јилмаз, Скот Бекер (AUS), Николас Фернандез |  |
| 6. септембар 2019. 16:00 | Boxscore | Поени: Мораис 17 Скокови: Мореира 7 Асистенције: четири играча 2 |         | Бахрами 21 Герамипор 7 Јакчали 4 | Кадилак арена, Пекинг Судије: Јенер Јилмаз, Скот Бекер (AUS), Николас Фернандез |  |

### Тунис vs. Филипини
| 6. септембар 2019. 20:00 | Boxscore | Тунис                                                | 86 : 67 | Филипини                     | Кадилак арена, Пекинг Судије: Метју Калио, Борис Крејич, Харја Јаладри |  |
| 6. септембар 2019. 20:00 | Boxscore | Четвртине: 27:10, 19:14, 21:15, 19:28                |         |                              | Кадилак арена, Пекинг Судије: Метју Калио, Борис Крејич, Харја Јаладри |  |
| 6. септембар 2019. 20:00 | Boxscore | Поени: Абада 16 Скокови: Мејри 12 Асистенције: Рол 4 |         | Блач 24 Блач 11 пет играча 2 | Кадилак арена, Пекинг Судије: Метју Калио, Борис Крејич, Харја Јаладри |  |

### Тунис vs. Ангола
| 8. септембар 2019. 16:00 | Boxscore | Тунис                                                          | 86 : 84 | Ангола                          | Кадилак арена, Пекинг Судије: Јенер Јилмаз, Борис Крејич, Харја Јаладри |  |
| 8. септембар 2019. 16:00 | Boxscore | Четвртине: 31:20, 21:17, 15:28, 19:19                          |         |                                 | Кадилак арена, Пекинг Судије: Јенер Јилмаз, Борис Крејич, Харја Јаладри |  |
| 8. септембар 2019. 16:00 | Boxscore | Поени: Рол 21 Скокови: Мејри, Ромдане 8 Асистенције: Ромдане 6 |         | Мореира 21 Мореира 9 Домингос 6 | Кадилак арена, Пекинг Судије: Јенер Јилмаз, Борис Крејич, Харја Јаладри |  |

### Иран vs. Филипини
| 8. септембар 2019. 20:00 | Boxscore | Иран                                                               | 95 : 75 | Филипини               | Кадилак арена, Пекинг Судије: Метју Калио, Скот Бекер, Николас Фернандез |  |
| 8. септембар 2019. 20:00 | Boxscore | Четвртине: 30:24, 18:10, 27:16, 20:25                              |         |                        | Кадилак арена, Пекинг Судије: Метју Калио, Скот Бекер, Николас Фернандез |  |
| 8. септембар 2019. 20:00 | Boxscore | Поени: Хадади 19 Скокови: Хадади 7 Асистенције: Јамшиди, Јакчали 5 |         | Болик 15 Блач 5 Блач 5 | Кадилак арена, Пекинг Судије: Метју Калио, Скот Бекер, Николас Фернандез |  |